# 490
Het jaar 490 is het 90e jaar in de 5e eeuw volgens de christelijke jaartelling.

## Gebeurtenissen

### Europa
- Claffo volgt zijn vader Godehoc op als koning (hertog) van de Longobarden. Hij leidt Germaanse stammen tijdens de Grote Volksverhuizing verder naar het zuiden en vestigt zich voorlopig in Bohemen.
- Zomer - De Bourgondiërs onder leiding van Gundobad steken de Alpen over en voeren een plunderveldtocht in Ligurië. De Romeinse bevolking wordt als slaaf afgevoerd naar Lugdunum (huidige Lyon).

### Italië
- Koning Alarik II ondersteunt Theodorik bij zijn verovering van Italië, door een Visigotisch leger te sturen om Odoacers' belegering van Pavia op te heffen.
- 11 augustus - Slag aan de Adda: Theodorik de Grote verslaat aan de rivier de Adda (ten oosten van Milaan) het huurlingenleger onder bevel van Odoaker. Hij trekt zich na de nederlaag opnieuw terug naar Ravenna.
- Theodorik de Grote begint met een langdurige belegering rond Ravenna. De bewoners in de hoofdstad lijden onder een hongersnood. De steden Cesena en Rimini aan de Adriatische Zee blijven trouw aan Odoaker.
- Laurentius I (490-511) wordt benoemd tot aartsbisschop van Milaan. (waarschijnlijke datum)

### India
- Toramana I (490-515) regeert als koning over de Alchon Hunnen (Witte Hunnen). (waarschijnlijke datum)

## Religie
- Het gebeente van Leonilla en haar kleinzoons Eleusippus, Speusippus en Melapsippus, die tijdens de christenvervolgingen de marteldood zijn gestorven, wordt overgebracht naar de kathedraal in Langres.

## Geboren
- Cassiodorus, Romeins staatsman en schrijver (waarschijnlijke datum)
- Jacobus Baradaeus, stichter van de Syrisch-orthodoxe Kerk van Antiochië (waarschijnlijke datum)
- Johannes Malalas, Byzantijns geschiedschrijver (waarschijnlijke datum)
- Marcoen, Normandisch missionaris (waarschijnlijke datum)
- Romanus de Melodist, Syrisch dichter (overleden 556)
- Samson van Dol, Keltisch bisschop en heilige (waarschijnlijke datum)

## Overleden
- Godehoc, koning (hertog) van de Longobarden (waarschijnlijke datum)
- Mel van Ardagh, Iers bisschop en heilige (waarschijnlijke datum)
- Victor Vitensis, kerkhistoricus en kroniekschrijver (waarschijnlijke datum)